# Fließwiese Ruhleben
Die Fließwiese Ruhleben ist ein Verlandungsmoor in der Berliner Ortslage Ruhleben im Ortsteil Westend im Bezirk Charlottenburg-Wilmersdorf nördlich des Olympiaparks und der Waldbühne.
Das 11,8 Hektar umfassende Feuchtgebiet ist seit 1959 als Naturschutzgebiet ausgewiesen, ferner Schutzgebiet der europäischen Fauna-Flora-Habitat-Richtlinie und Bestandteil des länderübergreifenden Schutzgebietssystems Natura 2000. Es ist ein Teil der Stauch- und Endmoränenlandschaft der Murellenberge im Nordband des Teltowplateaus und der nördliche Ausläufer des Trockentals Murellenschlucht. Den ehemaligen See prägt ein Bestand an Wasserpflanzen, ein Schwarzerlenbiotop und der Amphibienreichtum – darunter ist insbesondere der streng geschützte Nördliche Kammmolch zu nennen, der der Fließwiese die Meldung als Natura-2000-Gebiet einbrachte. Aufgrund erheblich schwankender Wasserstände veränderte sich die Vegetation in der torfigen Senke immer wieder stark.

## Lage
Die langgestreckte Senke der Fließwiese weitet sich über rund einen Kilometer in einem leichten Bogen von einer schmalen Spitze unterhalb der Waldbühne von Südwest nach Nord auf, wo sie auf ihrer maximalen Breite von etwa 250 Metern durch den Hempelsteig begrenzt wird. Die Südspitze ist lediglich durch einen Waldweg von der Murellenschlucht getrennt. Auf der Westseite erheben sich die Murellenberge mit dem Friedhof Ruhleben und einem Übungsgelände der Berliner Polizei. Auf der Ostseite liegt die Siedlung Ruhleben und südlich davon der Olympiapark Berlin.
Den südlichen Teil der Ostseite begrenzt ein schmaler, unverbauter und bewaldeter Streifen des Teltownordbandes, der sich entlang des Brombeerweges nach Nordosten zum Naturdenkmal Murellenteich zieht. Die westliche Fortsetzung des Brombeerweges quert als einziger Weg die Fließwiese und schneidet ihren Südzipfel ab. Der Weg steigt auf der Westseite an und geht in den Denkzeichenweg (Denkzeichen zur Erinnerung an die Ermordeten der NS-Militärjustiz am Murellenberg) über, der oberhalb der Südspitze der Fließwiese den Hinrichtungsplatz erreicht und weiter durch die Murellenschlucht zu der Eissporthalle an der Glockenturmstraße führt. Ein weiterer Waldweg begleitet das rundum eingezäunte Naturschutzgebiet auf seinen beiden Längsseiten.

## Geologie und Naturraum
Die Fließwiese Ruhleben ist eine Schmelzwasserrinne der Weichseleiszeit und hat sich aus einem See zu einem Verlandungsmoor entwickelt. Sie bildet die nördliche Fortsetzung des Trockentals Murellenschlucht, einer ehemaligen Toteisrinne, die sich bis zu 30 Meter in die bis zu 62 Meter hohe Hügellandschaft der Murellenberge und des Schanzenwalds einschneidet. Geologisch gehören die Murellenberge zur Nordkante des Teltow, der nach Westen in der Havelniederung und nach Norden in dem Berliner Urstromtal, das heute von der Spree durchflossen wird, ausläuft. Einige Kilometer weiter nordöstlich im Bereich des heutigen Ruhwaldparks reicht das Teltownordband bis auf wenige Meter an die Spree heran. Im Bereich der Murellenberge haben die Gletscher die Schmelzwassersande aus der Vorstoßphase des Inlandeises kräftig gestaucht (gestört), sodass hier ein bewegtes Relief einer Stauch-/Endmoräne das Landschaftsbild bestimmt. Der nordwestliche Teil des Schanzenwalds gehört bereits zum Talsandbereich der Spreeniederung im Urstromtal. Die Fließwiese wird in der Naturraumeinheit D 12a (Ostdeutsches Tiefland, Mittelbrandenburgische Platten und Niederungen) dem Brandenburg-Potsdamer Havelgebiet (Nr. 812) zugeordnet. Der Zusammenhang des eiszeitlich geprägten Naturraums und seine Anbindung an den Grunewald und die Tiefwerder Wiesen ging durch den Stadtbau weitgehend verloren.
→ Siehe Hauptartikel: Murellenberge, Murellenschlucht und Schanzenwald

## Entwicklung der Wasserstände und Flora

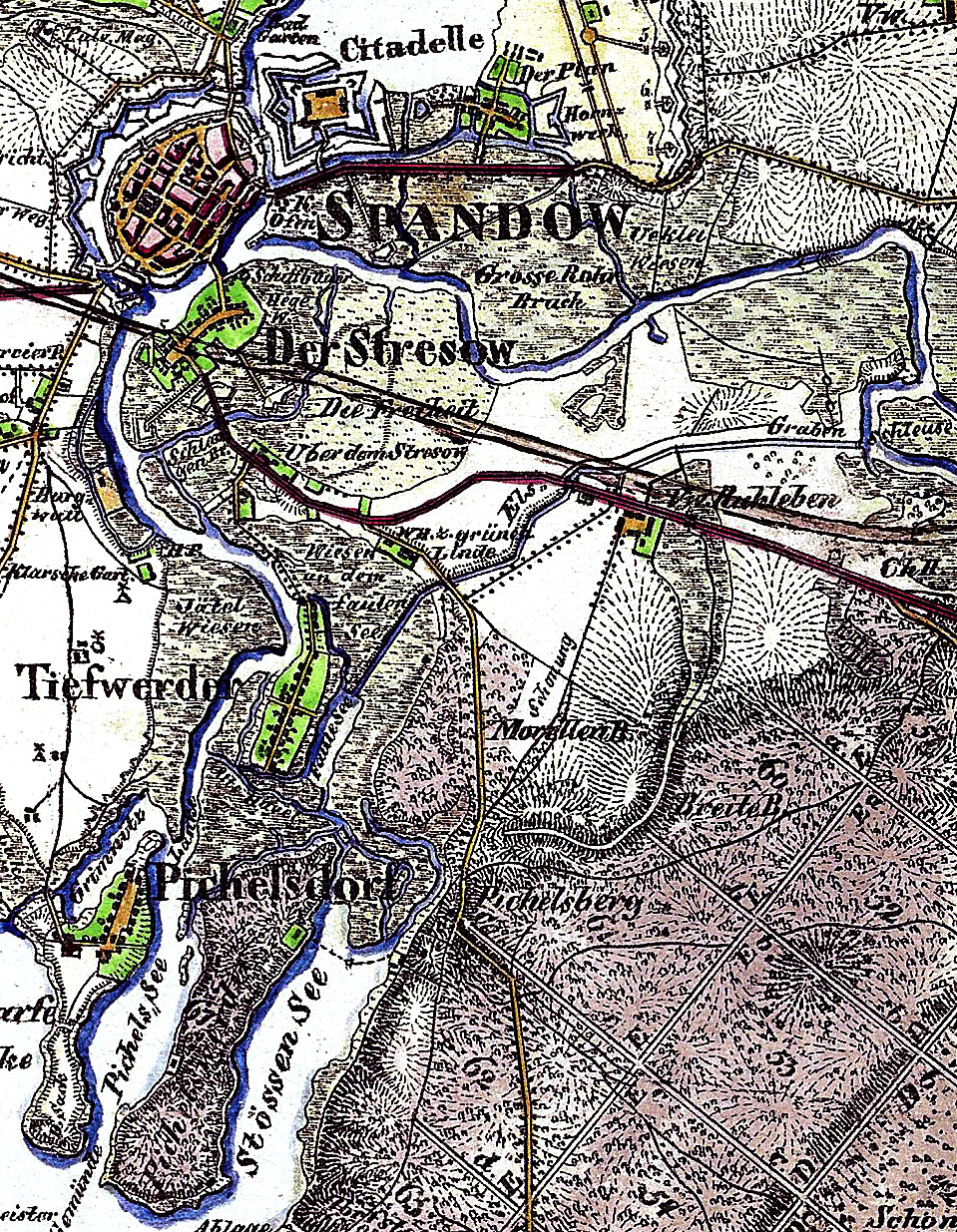
Die Fließwiese, nordöstlich der Morellenberge (heute: Murellenberge), mit ihrem Entwässerungsgraben zum ehemaligen Elsgraben auf einer Karte von 1842 (Ausschnitt)

Aus der Vertorfung von Seggen und Torfmoosen entwickelte sich der ehemalige See zum Verlandungsmoor. Zur Melioration wurde im 19. Jahrhundert in der Mitte der Fließwiese ein Längsgraben angelegt, der zum Elsgraben führte. Der bis 1886 schiffbare Elsgraben aus dem Jahr 1832 begrenzte das Feuchtgebiet im Norden und sollte Spandau bei Hochwasser schützen, indem er das Wasser der Spree bereits vor der Stadt zur Havel leitete. Zu dieser Zeit wurde der nördliche Teil des Verlandungsmoors als Wiese genutzt, während den höher gelegenen Südteil bis heute ein Bruchwald bestimmt. Die Entwässerung ist seit der Zuschüttung des Elsgrabens und der Aufschüttung des Hempelsteigs im Jahr 1936 mit dem Aushub aus der Waldbühne unterbrochen. Bis in die 1950er Jahre wurde die zu dieser Zeit blumenreiche Feuchtwiese noch zum Teil landwirtschaftlich genutzt. In der Nordostecke bestand ein kleines Gehöft mit Obstbäumen, Gemüseäckern und einer Viehweide. Ziegenhalter gewannen Heu und Gras und die Anwohner nutzten die Bäume des Erlenbruchs als Brennholz. Der Viehweide schloss sich ein weites Flachmoor mit geschlossenen Schilf- und Rohrkolbenbeständen an, das von einem Erlenbruch umgeben war.
In den folgenden Jahrzehnten veränderte sich der Wasserstand der Senke mehrfach. Zeitweise drohte nach einer Grundwasserabsenkung die Austrocknung und der zentrale Röhricht- und Moorbereich war in den 1970er Jahren großflächig von einem Birken- und Grauweidengebüsch überwachsen. In einer ausgeprägten Krautschicht dominierte Lanzettliches Reitgras, ergänzt von Sumpf-Blutauge, Sumpf-Haarstrang, Gilbweiderich, Blutweiderich, Moor-Labkraut und an offenen Stellen Land-Reitgras. Der Erlenbruch im Südteil war zu dieser Zeit von einer dichten Holunder-Strauchschicht unterwachsen. Gemeinsam mit Brombeeren, Kratzbeeren, Hopfen, Brennnesseln, Knoten-Braunwurz, Kleinem Springkraut und Frauenfarn bildete der Holunder eine fast undurchdringliche Strauch- und Krautschicht. Den Boden überzog eine fast geschlossene Moosdecke aus Katharinenmoos und Gewöhnlichem Sternmoos. Auf offenes Gelände angewiesene Vögel wie Rohrsänger, Grasmücke und Neuntöter verschwanden in diesen Jahren. Durch Rodung wurde 1976 versucht, den offenen Charakter der Fließwiese wiederherzustellen. Ende der 1980er Jahre hingegen stand das Wasser rund einen Meter über Flur und das Gebiet glich einem See. Seit 1994 ist der Röhrichtbereich fast ganzjährig überstaut. In diesem Jahr hatte das Wasserwerk Tiefwerder die Grundwasserentnahme verringert, sodass sich die oberen Grundwasserstockwerke auffüllten. Die insbesondere im Frühjahr anhaltend hohen Wasserstände führten zu einem Absterben fast aller Bäume im inneren Bereich.
Während des Frühjahrs sind seither weite Teile der Wiese überschwemmt und der Wasserstand reicht beidseitig bis an den Querweg heran. Im Sommer und Herbst stehen in den meisten Jahren nur kleinere Flächen im Norden unter Wasser. Natura 2000 kennzeichnet die Fließwiese als subneutrales (= pH-Wert zwischen 4,8 und 6,4), meso- bis eutrophes Verlandungsmoor mit großer Bedeutung für die Amphibienfauna und als Landlebensraum für hydrophile Arten.

## Flora und Fauna

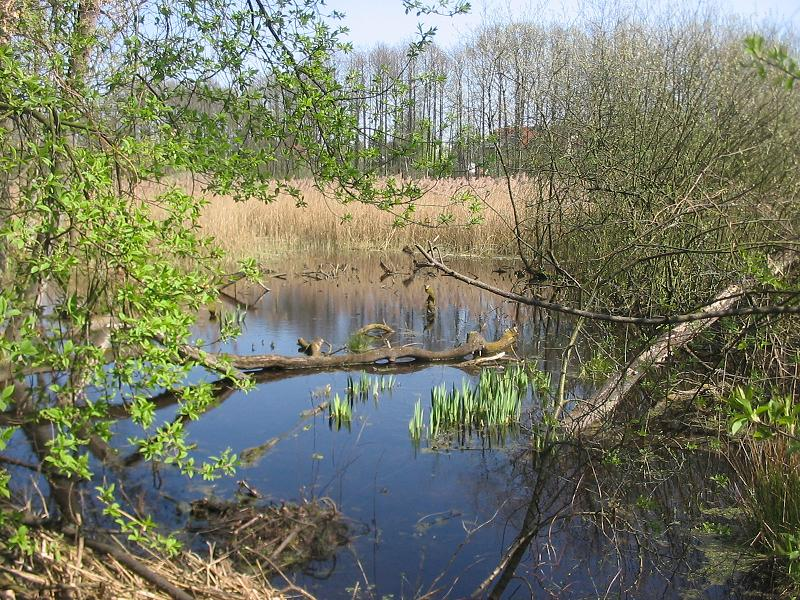
Gehölze und Röhricht im zentralen Nordteil bei hohem Wasserstand im April 2009

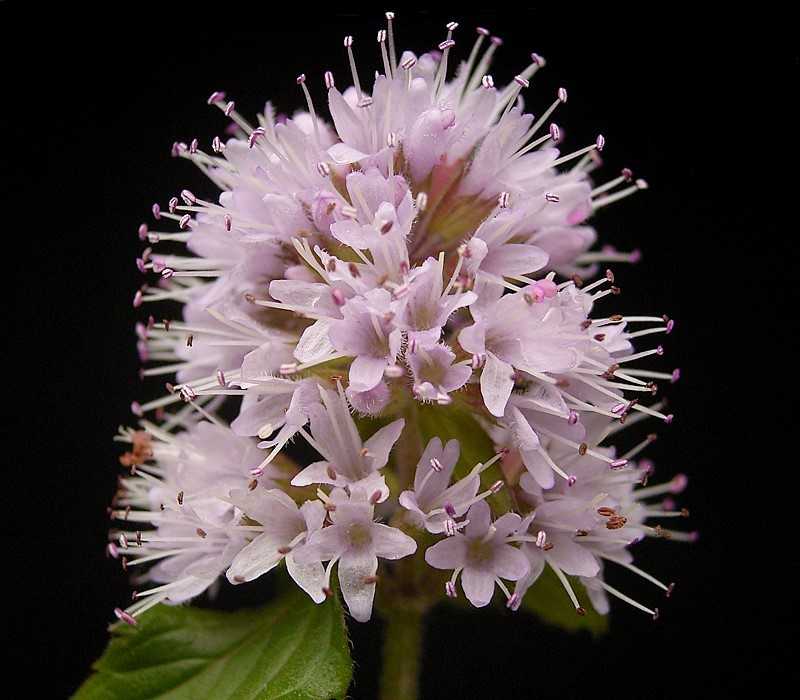
Blühende Wasserminze

Die Beschreibung der Flora und Fauna der Fließwiese, die zu den artenreichsten Gebieten Berlins zählt, bezieht sich auf den Bestand der 2000er Jahre.

### Pflanzen und Pflanzengesellschaften
Die umgebenden Hänge der Murellenberge und des Teltownordbandes nehmen Kiefern- und Eichen ein, darunter einige an die 300 Jahre alte Exemplare. An einigen Stellen, insbesondere in der Nähe des Friedhofs Ruhleben, lockern in Berlin sehr selten gewordene trockenwarme Biotope mit Sandtrockenrasen den Wald auf.

#### Zentraler Nordteil
Der Nordteil der Fließwiese, der rund 80 Prozent der Gesamtfläche einnimmt, ist in seinem Zentrum von Röhricht bestanden. Den Bestand dominiert Gemeines Schilf, vereinzelt unterbrochen von Breitblättrigem Rohrkolben, Wasser-Schwaden und Sumpf-Seggen. Ein unterschiedlich breiter Bruchwald aus Schwarz-Erlen umgibt die zentrale Fläche, dem punktuell Grauweidengebüsche, Schilfrohr sowie Sumpf- und Ufer-Seggen vorgelagert sind. Blutweiderich, der giftige Bittersüße Nachtschatten, Rotes Straußgras, Sumpffarn, Flatter-Binse und die nach der Bundesartenschutzverordnung als besonders geschützt eingestufte Sumpf-Schwertlilie bestimmen die Zonen zum Ufer hin. Im Sommer bedeckt die Kleine Wasserlinse mit ihren lediglich drei Millimeter großen und länglich-ovalen Schwimmblättern die verbliebene Wasserfläche wie einen schwimmenden Teppich.

#### Bruchwald im Südteil
In diesem Teil der Fließwiese, den der Querweg vom zentralen Gebiet trennt, bestimmt ein kleinflächiger Traubenkirschen-Eschenwald den Uferrand. Der Bruchwald aus Schwarz-Erle und Gemeiner Esche genießt als bedrohtes Biotop besonderen Schutz. Die gut ausgebildete Krautschicht des nährstoffreichen Gebietes bilden aus der Familie der Süßgräser der bis zu zwei Meter hohe Riesen-Schwingel, Sumpf-Rispengras und die wintergrüne Rasen-Schmiele, die an Gewässerufern die Verlandungsprozesse fördert. Gelbblühende Echte Nelkenwurz aus der Familie der Rosengewächse, Zaunwinde, Sumpf-Segge, Große Brennnessel und Hopfen ergänzen die Krautschicht. Hinzu kommen drei Arzneipflanzen: das Pfennigkraut, das in mittelalterlichen Bauerngärten als Hustenmittel angepflanzt wurde; aus der Familie der Lippenblütler die Wasserminze, die im Mittelalter Verwendung gegen das Seitenstechen fand; und aus der gleichen Familie der Ufer-Wolfstrapp, dessen kurz vor der Blüte geerntete oberirdische Pflanzenteile zu Fertigpräparaten verarbeitet und noch heute bei einer Schilddrüsenüberfunktion gegen deren Begleiterscheinungen wie Nervosität und Herzrasen eingesetzt werden.

### Tiere
Große Bedeutung hat die Fließwiese Ruhleben als Laichgewässer von sieben Amphibienarten, die in ihrer Umgebung leben.

#### Amphibien

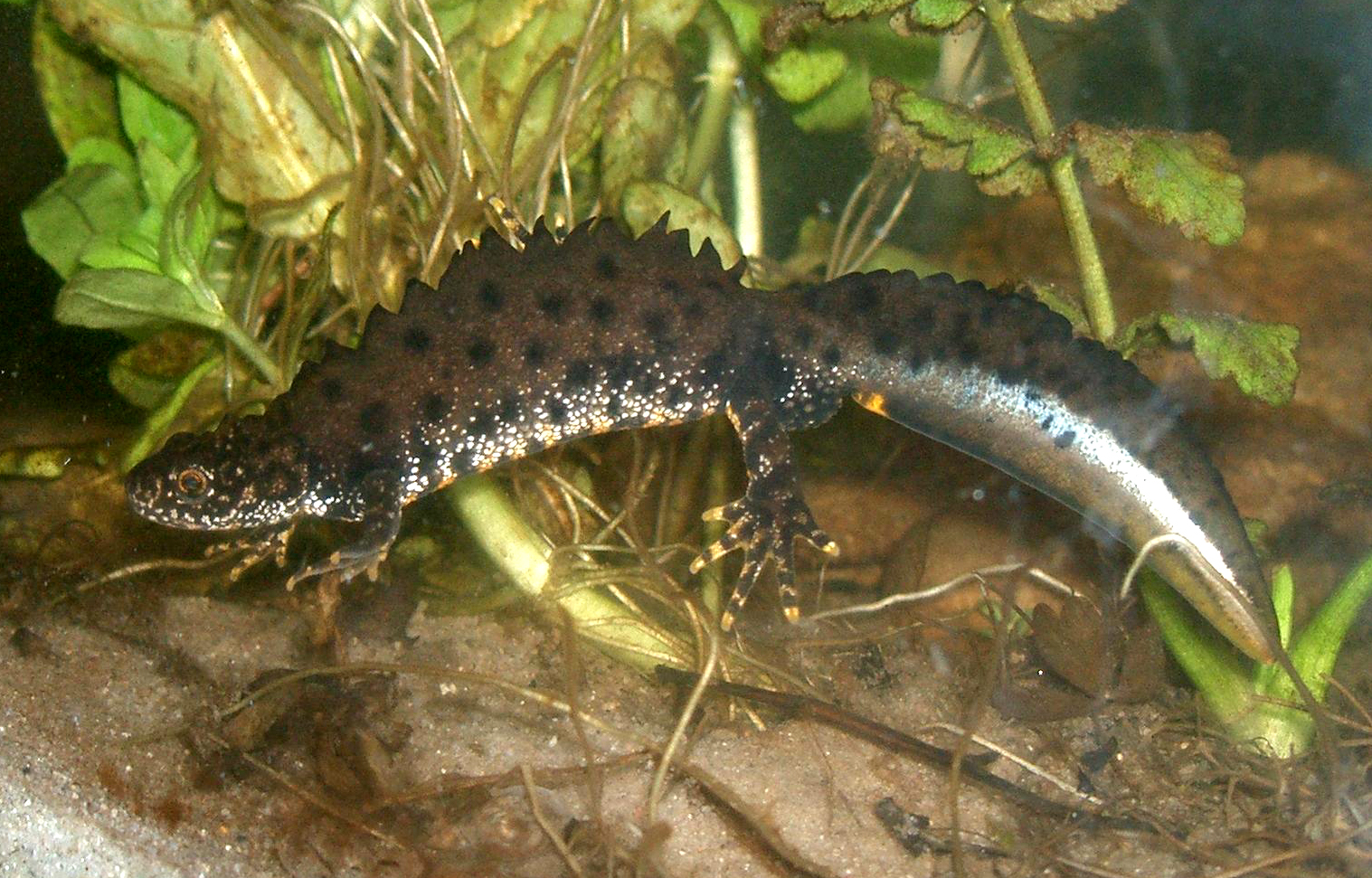
Männchen des Nördlichen Kammmolchs in Wassertracht

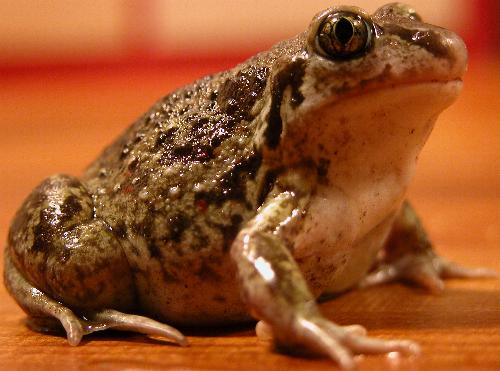
Knoblauchkröte

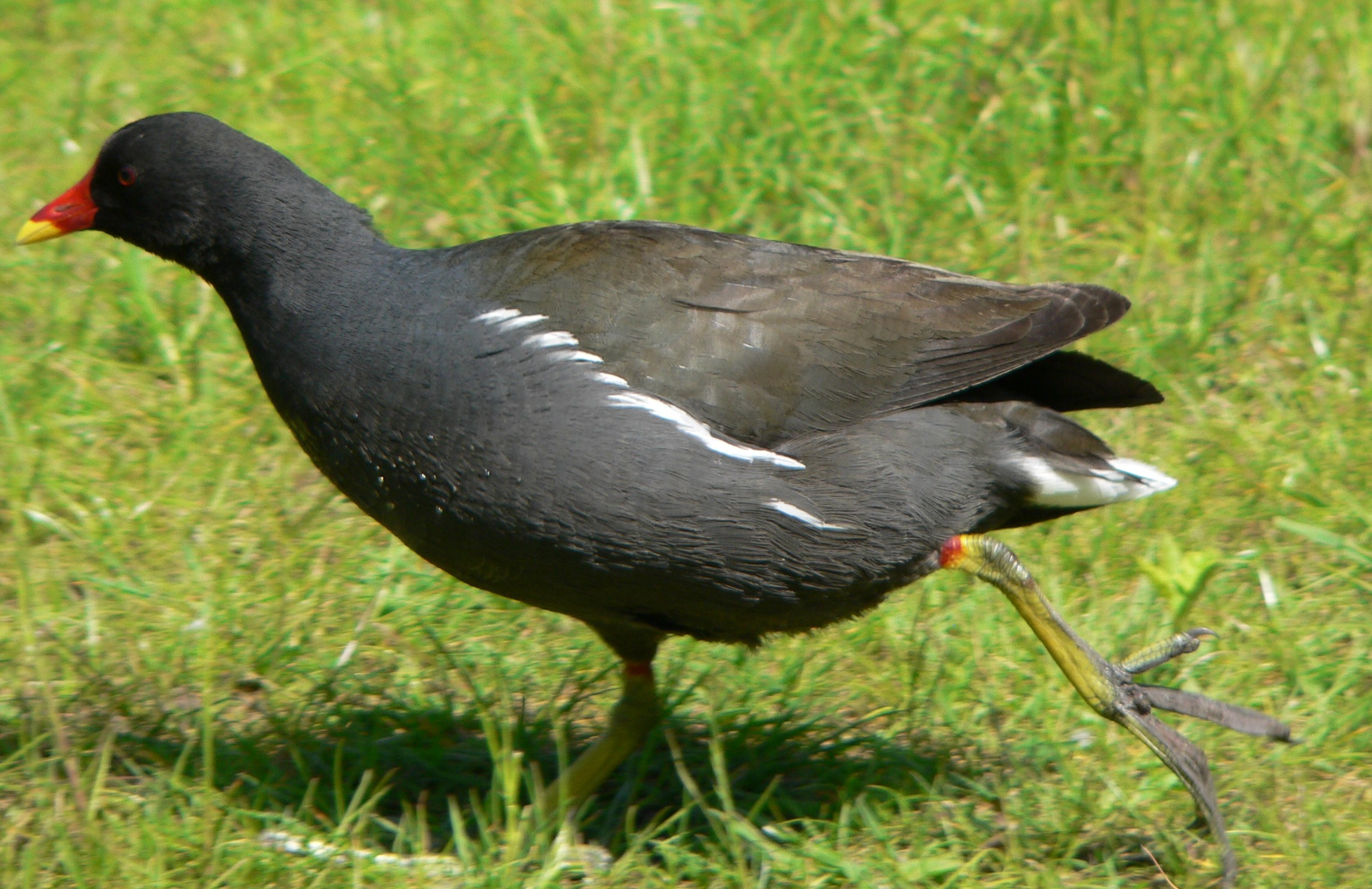
Adulte Teichralle

In der Amphibien-Biozönose nimmt das große Vorkommen des Nördlichen Kammmolchs einen besonderen Stellenwert ein. Der Wassermolch aus der Ordnung der Schwanzlurche ist nach dem Bundesnaturschutzgesetz (BNatSchG) streng geschützt und auch die Fauna-Flora-Habitat-Richtlinie führt ihn im Anhang II als streng zu schützende Art, für die eigens Schutzgebiete auszuweisen sind. In ihrer ergänzenden Liste zur Nachmeldung als FFH-Gebiet aus dem Jahr 2000 gaben die Berliner Naturschutzverbände den Bestand adulter Tiere mit geschätzten 500 Exemplaren an. Gemeinsam mit den Falkenberger Rieselfeldern und dem Spandauer Forst erreicht die Fließwiese 38 Prozent des Berliner Gesamtbestandes; die größte Berliner Kammmolchpopulation befindet sich mit rund 1500 adulten Tieren im Weiher Friedrichsfelde (Reichsbahnteich), der nordöstlich vom S-Bahnhof Friedrichsfelde Ost auf Marzahner Gebiet liegt. Der Kammmolch bevorzugt krautreiche, besonnte und nicht zu flache, meistens perennierende, also dauerhaft wasserführende Kleingewässer ohne Fische in eher lehmigen, seltener sandigen Böden, die zumindest mehrere Stunden am Tag der Sonnenbestrahlung ausgesetzt sind.
Auch die strikt nachtaktive Knoblauchkröte findet in dem flachen, eutrophen Gewässer mit seiner vegetationsreichen Uferzone ideale Bedingungen. Zudem kommen ihr die trocken-sandigen Endmoränenhänge des Teltow entgegen, da die – abgesehen von der Laichzeit – bodenbewohnenden Froschlurche mit ihren scharfkantigen Fersenhöckern Löcher in den Sand graben, in denen sie sich oft den ganzen Tag vor Fressfeinden verstecken. Zur Überwinterung graben sich Knoblauchkröten bis zu einem Meter tief in den Boden ein. Im Frühjahr wandern sie in großer Zahl von den Hängen und Hügeln der Murellenberge zum Laichen in die Fließwiese. Um auf ihre starke Gefährdung aufmerksam zu machen, ernannte die Deutsche Gesellschaft für Herpetologie und Terrarienkunde die Knoblauchkröte 2007 zum Lurch des Jahres. Ein weiterer Froschlurch, der nach der FFH-Richtlinie streng zu schützende Moorfrosch, lebt hingegen ganzjährig in der Senke. Auch er findet in der Fließwiese seinen bevorzugten Lebensraum: periodische Überschwemmungsdynamik, Bruchwald, sumpfiges Extensivgrünland, für den Laich durch Sonnenexposition verkrautete Seggen und zur Überwinterung Gehölzbiotope.

#### Weitere Tiere
Unter den Insekten ist die nach dem BNatSchG streng geschützte Große Moosjungfer bemerkenswert, die im Anhang II der FFH-Richtlinie für die Fließwiese Ruhleben angeführt ist. Die mittelgroße Libellenart aus der Familie der Segellibellen erreicht eine Körperlänge von 3,5 bis 4,5 Zentimetern und eine Flügelspannweite von durchschnittlich 5,5 bis 6,5 Zentimetern. Die Graugans brütet in der Fließwiese und 1999 notierten Ornithologen vier Brutpaare der Teichralle, die die Rote Liste in der Vorwarnstufe führt (Stand 2006). Ungefähr seit der Jahrtausendwende werden im Frühjahr und Sommer zunehmend rastende Kraniche beobachtet. Ansonsten sind hauptsächlich Singvögel vertreten. Die im Grunewald zahlreichen Wildschweine kommen über die Murellenberge nur selten in das Biotop, sodass aus der Klasse der Säugetiere hauptsächlich Kleinsäuger wie die Waldspitzmaus das Gebiet besiedeln. Diese Spitzmaus erreicht in feuchten Wäldern und in Feuchtwiesen ihre höchste Populationsdichte.

## Schutz- und Pflegemaßnahmen

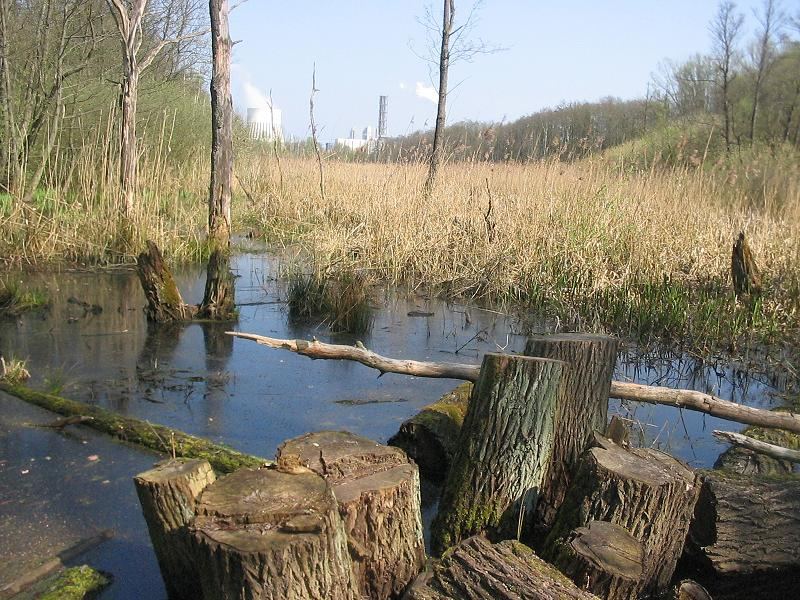
Vom Querweg zeigt sich die Größe und Form des ehemaligen Sees

Mit der Verordnung über das Naturschutzgebiet „Fließwiese Ruhleben“ im Bezirk Charlottenburg von Berlin vom 21. Mai 1959 stellte das Land Berlin „das Fließgelände mit den angrenzenden Uferhängen“ mit 11,86 Hektar unter der Nr. 04 (heute Nr. 05) unter Naturschutz. Seit der Meldung als Natura-2000- und FFH-Gebiet trägt das Gebiet den Namen Naturschutz- und NATURA 2000-Gebiet Fließwiese Ruhleben. Bei den Pflegemaßnahmen der 1960er und 1970er Jahre ging es hauptsächlich darum, die Fließwiese vor der Austrocknung zu bewahren, von Gehölzaufwuchs freizuhalten und zu roden. 1984 wurden die letzten Gehölze entfernt und bis 1994 wurde die Wiese jährlich gemäht. Diese Maßnahmen sind seit der Grundwasseranhebung nicht mehr erforderlich. Um die Beschattung gering zu halten, werden heute lediglich die Röhrichtbestände und der Übergangsbereich zum Waldmantel von aufkommenden Gehölzen befreit. Als Zielvorstellung gab die Senatsverwaltung für Stadtentwicklung und Umweltschutz im Landschafts- und Artenschutzprogramm 1994 an:

„Die noch erhaltenen, naturgeprägten Landschaftselemente dieser Niederungsbereiche sind zu schützen und zu erweitern. Die Fließwiese Ruhleben, die Tiefwerder Wiesen und die Schönower Wiesen sollen als extensive Feuchtwiesen gepflegt werden. Entlang der Gewässer sind als Verbindungselemente durchgehende Grün- und Freiflächen zu schaffen und standortgemäß zu bepflanzen (Feuchtwiesen und Gehölze der Erlenbruch-, Au- und Eichen-Hainbuchen-Wälder).“